# Скунсовая обезьяна
Скунсовая обезьяна — существо-криптид, предположительно обитающее в южной части США. Сообщения о нём поступали из разных мест, от Северной Каролины до Арканзаса, но наиболее часто — из штата Флорида. Своё название существо получило из-за предполагаемого внешнего вида и неприятного запаха, якобы исходящего от него.
Пик поступления сообщений о наблюдениях скунсовой обезьяны пришёлся на 1960—1970-е годы, в особенности много их поступило осенью 1974 года из жилых районов флоридского округа Дейд. Исследователь паранормальных явлений Джо Никел предположил, что существо могло быть барибалом (Ursus americanus). 
Согласно официальному заявлению Службы национальных парков США, все истории о скунсовой обезьяне являются не более чем вымыслом.
В 2000 году в департамент шерифа города Сарасота, Флорида, были анонимно отправлены две фотографии, сопровождавшиеся письмом от женщины, которая якобы сфотографировала монстра, пробравшегося к ней в сад, чтобы украсть яблоки. Анализ фотографий проводился криптозоологом Лореном Коулманом, который не исключил, что, если они подлинные, «скунсовая обезьяна» могла быть сбежавшим орангутаном.